# Észak-Korea az 1972. évi nyári olimpiai játékokon
Észak-Korea az NSZK-beli Münchenben megrendezett 1972. évi nyári olimpiai játékok egyik részt vevő nemzete volt. Az országot az olimpián 10 sportágban 37 sportoló képviselte, akik összesen 5 érmet szereztek. Észak-Korea első alkalommal vett részt a nyári olimpiai játékokon.

## Érmesek
| Érem  | Versenyző | Sportág       | Versenyszám        |
| ----- | --- | ------------- | ------------------ |
| Arany | Ri Hodzsun (Ri Hojun) | Sportlövészet | Sportpuska fekvő   |
| Ezüst | Kim Ugil (Kim U-gil) | Ökölvívás     | Papírsúly          |
| Bronz | Kim Gvanghjong (Gim Gwanghyeong) | Birkózás      | Szabadfogás, 52 kg |
| Bronz | Kim Jongik (Kim Yong-ik) | Cselgáncs     | Férfi könnyűsúly   |
| Bronz | Nemzeti válogatott Rjom Cshundzsa (Ryeom Chunja) Ri Cshunok (Ri Chun-ok) Hvang Heszuk (Hwang He-suk) Kim Jondzsa (Kim Yeon-ja) Kim Mjongszuk (Gim Myeongsuk) Pek Mjongszuk (Baek Myeongsuk) Csong Okcsin (Jeong Okjin) Csang Ongnim (Jang Ok-rim) Kang Okszun (Gang Oksun) Kim Szude (Kim Su-dae) Kim Dzsungbok (Gim Jeungbok) | Röplabda      | Női                |

## Atlétika
Férfi
| Versenyző                      | Versenyszám | Döntő   | Döntő    |
| Versenyző                      | Versenyszám | Idő     | Helyezés |
| ------------------------------ | ----------- | ------- | -------- |
| Kim Cshangszon (Kim Chang-Son) | Maraton     | 2:26:45 | 37.      |
| Rju Manhjong (Ryu Man-Hyong)   | Maraton     | 2:32:29 | 49.      |

## Birkózás
Szabadfogású
| Versenyző                        | Versenyszám | 1. forduló                | 2. forduló                            | 3. forduló                  | 4. forduló                    | 5. forduló                | 6. forduló        | Döntő                                                                                 | Helyezés    |
| Versenyző                        | Versenyszám | Ellenfél Eredmény         | Ellenfél Eredmény                     | Ellenfél Eredmény           | Ellenfél Eredmény             | Ellenfél Eredmény         | Ellenfél Eredmény | Ellenfél Eredmény                                                                     | Helyezés    |
| -------------------------------- | ----------- | ------------------------- | ------------------------------------- | --------------------------- | ----------------------------- | ------------------------- | ----------------- | ------------------------------------------------------------------------------------- | ----------- |
| Csang Dongnjong (Jang Dok-Ryong) | 48 kg       | Jürgen Möbius (GDR) · 3-1 | Adkar Maruti (IND) · 1-3              | Umeda Maszahiko (JPN) · 3-1 | kiesett                       |                           |                   | kiesett                                                                               | helyezetlen |
| Kim Gvanghjong (Gim Gwanghyeong) | 52 kg       | Petre Ciarnău (ROU) · 3-1 | Florentino Martínez (MEX) · kétvállas | Gál Henrik (HUN) · 1-3      | Ali Rıza Alan (TUR) · 0.5-3.5 | Gordon Bertie (CAN) · 1-3 | erőnyerő          | 1. mérkőzés · Arszen Alahvergyiev (URS) · 2-2 · 2. mérkőzés · Kató Kijomi (JPN) · 3-1 |             |

## Cselgáncs
| Versenyző                | Versenyszám | Csoport | 1. forduló                     | 2. forduló        | 3. forduló        | 4. forduló        | Vigaszág 1. forduló      | Vigaszág 2. forduló     | Vigaszág 3. forduló         | Elődöntő                  | Döntő             | Helyezés |
| Versenyző                | Versenyszám | Csoport | Ellenfél Eredmény              | Ellenfél Eredmény | Ellenfél Eredmény | Ellenfél Eredmény | Ellenfél Eredmény        | Ellenfél Eredmény       | Ellenfél Eredmény           | Ellenfél Eredmény         | Ellenfél Eredmény | Helyezés |
| ------------------------ | ----------- | ------- | ------------------------------ | ----------------- | ----------------- | ----------------- | ------------------------ | ----------------------- | --------------------------- | ------------------------- | ----------------- | -------- |
| Kim Jongik (Kim Yong-ik) | Könnyűsúly  | B       | Jean-Jacques Mounier (FRA) · V |                   |                   |                   | Edward Mullen (GBR) · GY | Szabó Ferenc (HUN) · GY | Héctor Rodríguez (CUB) · GY | Kavagucsi Takao (JPN) · V | kiesett           |          |

## Evezés
| Versenyző                                      | Versenyszám              | Előfutam | Előfutam | Vigaszág | Vigaszág | Elődöntő | Elődöntő | Döntő   | Döntő   | Döntő   | Helyezés    |
| Versenyző                                      | Versenyszám              | Idő      | Hely.    | Idő      | Hely.    | Idő      | Hely.    | Típus   | Idő     | Hely.   | Helyezés    |
| ---------------------------------------------- | ------------------------ | -------- | -------- | -------- | -------- | -------- | -------- | ------- | ------- | ------- | ----------- |
| Ri Jong-Hui Li Jong-Un                         | Kormányos nélküli kettes | 8:04,91  | 5.       | 7:56,42  | 4.       | kiesett  | kiesett  | kiesett | kiesett | kiesett | helyezetlen |
| Kim Ki-Tae Ham Il-Nyon Kim Un-Son Hong Song-Su | Kormányos nélküli négyes | 7:10,57  | 5.       | 7:18,30  | 4.       | kiesett  | kiesett  | kiesett | kiesett | kiesett | helyezetlen |

## Íjászat
| Versenyző     | Versenyszám | 1. forduló | 1. forduló | 2. forduló | 2. forduló | Összesítés | Összesítés |
| Versenyző     | Versenyszám | Pont       | Hely.      | Pont       | Hely.      | Pont       | Helyezés   |
| ------------- | ----------- | ---------- | ---------- | ---------- | ---------- | ---------- | ---------- |
| Ju Chun-Sam   | Női egyéni  | 1179       | 11.        | 1170       | 12.        | 2349       | 12.        |
| Kim Ho-Gyu    | Női egyéni  | 1195       | 6.         | 1174       | 11.        | 2369       | 7.         |
| Kim Hyang-Min | Női egyéni  | 1157       | 16.        | 1118       | 25.        | 2275       | 20.        |

## Ökölvívás
| Versenyző                  | Versenyszám | Selejtező         | 32-es főtábla                    | Nyolcaddöntő                       | Negyeddöntő             | Elődöntő                      | Döntő                   | Helyezés |
| Versenyző                  | Versenyszám | Ellenfél Eredmény | Ellenfél Eredmény                | Ellenfél Eredmény                  | Ellenfél Eredmény       | Ellenfél Eredmény             | Ellenfél Eredmény       | Helyezés |
| -------------------------- | ----------- | ----------------- | -------------------------------- | ---------------------------------- | ----------------------- | ----------------------------- | ----------------------- | -------- |
| Kim Ugil (Kim U-gil)       | Papírsúly   |                   | Bakari Seleman (TAN) · RSC       | I Szogun (Lee Seog-un) (KOR) · 4-1 | James Odwori (UGA) · KO | Enrique Rodríguez (ESP) · 3-2 | Gedó György (HUN) · 0-5 |          |
| Kim Dzsongik (Kim Jong-Ik) | Harmatsúly  | erőnyerő          | Deusdete Vasconcelos (BRA) · 4-1 | John Nderu (KEN) · 1-4             | kiesett                 | kiesett                       | kiesett                 | 9.       |

## Röplabda

### Női
| Észak-koreai női röplabdacsapat-játékoskeret | Észak-koreai női röplabdacsapat-játékoskeret                                                                                                  |
| --- | --- |
| - Rjom Cshundzsa (Ryeom Chunja) - Ri Cshunok (Ri Chun-ok) - Hvang Heszuk (Hwang He-suk) - Kim Jondzsa (Kim Yeon-ja) - Kim Mjongszuk (Gim Myeongsuk) - Pek Mjongszuk (Baek Myeongsuk) | - Csong Okcsin (Jeong Okjin) - Csang Ongnim (Jang Ok-rim) - Kang Okszun (Gang Oksun) - Kim Szude (Kim Su-dae) - Kim Dzsungbok ( Gim Jeungbok) |

#### Eredmények
Csoportkör
B csoport
|                     |      | Mérkőzések | Mérkőzések | Szettek | Szettek | Szettek | Pontok | Pontok | Pontok |
| Csapat              | Pont | Gy         | V          | Sz+     | Sz–     | SzA     | P+     | P–     | PA     |
| ------------------- | ---- | ---------- | ---------- | ------- | ------- | ------- | ------ | ------ | ------ |
| Japán (JPN)         | 6    | 3          | 0          | 9       | 0       | MAX     | 136    | 56     | 2,429  |
| Észak-Korea (PRK)   | 5    | 2          | 1          | 6       | 3       | 2,000   | 119    | 76     | 1,566  |
| Kuba (CUB)          | 4    | 1          | 2          | 3       | 7       | 0,429   | 73     | 140    | 0,521  |
| Csehszlovákia (TCH) | 3    | 0          | 3          | 1       | 9       | 0,111   | 85     | 141    | 0,603  |

| 1972. augusztus 28. 15:30 | Kuba (CUB)         | 0 – 3 | Észak-Korea (PRK) |  |
| 1972. augusztus 28. 15:30 | (1–15, 8–15, 3–15) |       |                   |  |

| 1972. augusztus 30. 21:00 | Csehszlovákia (TCH) | 0 – 3 | Észak-Korea (PRK) |  |
| 1972. augusztus 30. 21:00 | (3–15, 7–15, 8–15)  |       |                   |  |

| 1972. szeptember 1. 21:00 | Japán (JPN)         | 3 – 0 | Észak-Korea (PRK) |  |
| 1972. szeptember 1. 21:00 | (15–3, 15–2, 16–14) |       |                   |  |

Elődöntő
| 1972. szeptember 3. 21:00 | Szovjetunió (URS)          | 3 – 1 | Észak-Korea (PRK) |  |
| 1972. szeptember 3. 21:00 | (15–10, 16–14, 7–15, 15–8) |       |                   |  |

Bronzmérkőzés
| 1972. szeptember 7. 19:30 | Dél-Korea (KOR)    | 0 – 3 | Észak-Korea (PRK) |  |
| 1972. szeptember 7. 19:30 | (7–15, 9–15, 9–15) |       |                   |  |

| Csapat            | Helyezés |
| ----------------- | -------- |
| Észak-Korea (PRK) |          |

## Sportlövészet
Nyílt
| Versenyző                   | Versenyszám                    | Pont | Helyezés |
| --------------------------- | ------------------------------ | ---- | -------- |
| Kim Szongbok (Kim Song-Bok) | Futócéllövészet                | 536  | 20.      |
| Ri Hodzsun (Ri Hojun)       | Sportpuska, fekvő              | 599  |          |
| Ri Hodzsun (Ri Hojun)       | Sportpuska, összetett          | 1147 | 9.       |
| Ri Hodzsun (Ri Hojun)       | Szabadpuska, összetett (300 m) | 1133 | 17.      |
| Ri Unhe (Ri Woon-Hae)       | Szabadpuska, összetett (300 m) | 1137 | 15.      |
| Ri Unhe (Ri Woon-Hae)       | Sportpuska, összetett          | 1134 | 27.      |
| Ri Unhe (Ri Woon-Hae)       | Sportpuska, fekvő              | 589  | 58.      |

## Súlyemelés
| Versenyző                   | Versenyszám | Nyomás   | Nyomás   | Szakítás | Szakítás | Lökés    | Lökés    | Összesen | Helyezés |
| Versenyző                   | Versenyszám | Eredmény | Helyezés | Eredmény | Helyezés | Eredmény | Helyezés | Összesen | Helyezés |
| --------------------------- | ----------- | -------- | -------- | -------- | -------- | -------- | -------- | -------- | -------- |
| Pak Tonggun (Pak Dong-Geun) | 52 kg       | 97,5     | 8.       | 90,0     | 13.      | 130,0    | 1.       | 317,5    | 6.       |

## Torna
Férfi
| Versenyző | Versenyszám      | Selejtező | Selejtező | Döntő    | Döntő    |
| Versenyző | Versenyszám      | Pontszám  | Helyezés  | Pontszám | Helyezés |
| --- | ---------------- | --------- | --------- | -------- | -------- |
| Ho Junhang (Ho Yun-Hang) | Talaj            | 17,40     | 63.       | kiesett  | kiesett  |
| Ho Junhang (Ho Yun-Hang) | Ugrás            | 17,90     | 71.       | kiesett  | kiesett  |
| Ho Junhang (Ho Yun-Hang) | Korlát           | 18,10     | 47.       | kiesett  | kiesett  |
| Ho Junhang (Ho Yun-Hang) | Nyújtó           | 17,40     | 71.       | kiesett  | kiesett  |
| Ho Junhang (Ho Yun-Hang) | Gyűrű            | 18,10     | 33.       | kiesett  | kiesett  |
| Ho Junhang (Ho Yun-Hang) | Lólengés         | 17,55     | 54.       | kiesett  | kiesett  |
| Ho Junhang (Ho Yun-Hang) | Egyéni összetett | 106,45    | 48.*      | kiesett  | kiesett  |
| Cso Dzsongnjol (Jo Jong-Ryol) | Talaj            | 17,85     | 42.       | kiesett  | kiesett  |
| Cso Dzsongnjol (Jo Jong-Ryol) | Ugrás            | 17,80     | 79.       | kiesett  | kiesett  |
| Cso Dzsongnjol (Jo Jong-Ryol) | Korlát           | 17,80     | 63.       | kiesett  | kiesett  |
| Cso Dzsongnjol (Jo Jong-Ryol) | Nyújtó           | 17,60     | 60.       | kiesett  | kiesett  |
| Cso Dzsongnjol (Jo Jong-Ryol) | Gyűrű            | 17,95     | 41.       | kiesett  | kiesett  |
| Cso Dzsongnjol (Jo Jong-Ryol) | Lólengés         | 17,15     | 66.       | kiesett  | kiesett  |
| Cso Dzsongnjol (Jo Jong-Ryol) | Egyéni összetett | 106,15    | 54.       | kiesett  | kiesett  |
| Ri Szongszop (Li Song-Sob) | Talaj            | 18,70     | 12.       | kiesett  | kiesett  |
| Ri Szongszop (Li Song-Sob) | Ugrás            | 18,40     | 23.       | kiesett  | kiesett  |
| Ri Szongszop (Li Song-Sob) | Korlát           | 18,55     | 22.       | kiesett  | kiesett  |
| Ri Szongszop (Li Song-Sob) | Nyújtó           | 18,80     | 14.       | kiesett  | kiesett  |
| Ri Szongszop (Li Song-Sob) | Gyűrű            | 18,40     | 22.       | kiesett  | kiesett  |
| Ri Szongszop (Li Song-Sob) | Lólengés         | 17,90     | 34.       | kiesett  | kiesett  |
| Ri Szongszop (Li Song-Sob) | Egyéni összetett | 110,75    | 17.*      | 111,375  | 13.      |
| Kim Szongil (Kim Song-Il) | Talaj            | 18,45     | 19.       | kiesett  | kiesett  |
| Kim Szongil (Kim Song-Il) | Ugrás            | 17,80     | 79.       | kiesett  | kiesett  |
| Kim Szongil (Kim Song-Il) | Korlát           | 18,35     | 32.       | kiesett  | kiesett  |
| Kim Szongil (Kim Song-Il) | Nyújtó           | 18,45     | 21.       | kiesett  | kiesett  |
| Kim Szongil (Kim Song-Il) | Gyűrű            | 17,70     | 49.       | kiesett  | kiesett  |
| Kim Szongil (Kim Song-Il) | Lólengés         | 17,50     | 55.       | kiesett  | kiesett  |
| Kim Szongil (Kim Song-Il) | Egyéni összetett | 108,25    | 33.       | 109,475  | 27.      |
| Kim Szongju (Kim Song-Yu) | Talaj            | 18,50     | 16.       | kiesett  | kiesett  |
| Kim Szongju (Kim Song-Yu) | Ugrás            | 18,05     | 52.       | kiesett  | kiesett  |
| Kim Szongju (Kim Song-Yu) | Korlát           | 18,45     | 27.       | kiesett  | kiesett  |
| Kim Szongju (Kim Song-Yu) | Nyújtó           | 18,40     | 26.       | kiesett  | kiesett  |
| Kim Szongju (Kim Song-Yu) | Gyűrű            | 18,35     | 26.       | kiesett  | kiesett  |
| Kim Szongju (Kim Song-Yu) | Lólengés         | 17,70     | 45.       | kiesett  | kiesett  |
| Kim Szongju (Kim Song-Yu) | Egyéni összetett | 109,45    | 26.*      | 109,125  | 30.      |
| Sin Hungdo (Shin Heung-Do) | Talaj            | 17,75     | 48.       | kiesett  | kiesett  |
| Sin Hungdo (Shin Heung-Do) | Ugrás            | 17,95     | 64.       | kiesett  | kiesett  |
| Sin Hungdo (Shin Heung-Do) | Korlát           | 17,95     | 56.       | kiesett  | kiesett  |
| Sin Hungdo (Shin Heung-Do) | Nyújtó           | 17,75     | 50.       | kiesett  | kiesett  |
| Sin Hungdo (Shin Heung-Do) | Gyűrű            | 18,95     | 8.        | kiesett  | kiesett  |
| Sin Hungdo (Shin Heung-Do) | Lólengés         | 17,40     | 59.       | kiesett  | kiesett  |
| Sin Hungdo (Shin Heung-Do) | Egyéni összetett | 107,75    | 38.*      | kiesett  | kiesett  |
| Ho Junhang (Ho Yun-Hang) Cso Dzsongnjol (Jo Jong-Ryol) Ri Szongszop (Li Song-Sob) Kim Szongil (Kim Song-Il) Kim Szongju (Kim Song-Yu) Sin Hungdo (Shin Heung-Do) | Csapat összetett |           |           | 545,05   | 6.       |

* - egy másik versenyzővel azonos eredményt ért el